# Марухское сельское поселение
Марухское се́льское поселе́ние — административно-территориальная единица и муниципальное образование в Карачаево-Черкесии Российской Федерации. Находится в Зеленчукском районе. Административный центр — село Маруха.

## География
Общая площадь земель Марухского сельского поселения в административных границах составляет 41316,8 га. Из них: Земли сельскохозяйственного назначения 22814,00 га (55,22 %), земли населенных пунктов 467,5 га (1,13 %), земли промышленности, энергетики, транспорта, связи, радиовещания,
телевидения, информатики, земли для обеспечения космической деятельности, земли обороны, безопасности и земли иного специального назначения 72,0 га (0,17 %), земли особо охраняемых территорий 1592,5 га (3,85 %), земли лесного фонда 16229,3 га (39,28 %), земли водного фонда 141,5 га (0,35 %), земли запаса — 0 га (0 %).
На западе поселения у границы с Даусузским и Архызским сельскими поселениями берет начало река Хуса-Кардоникская.
Общая площадь земель населенного пункта на территории сельского поселения составляет 467,5 га. Проектными предложениями предусматривается увеличение данной категории до 490,4 га (прирост + 22,9 га за счет использования земель сельхозназначения) .
Проектными предложениями предусматривается сокращение земель сельхозназначения до 22780,6 га за счет перевода 33,4 га в другие категории: в земли населенных пунктов — 22,9 га, в земли промышленности — 10,5 га..

## История
Статус и границы муниципального образования установлены в соответствии с Законом Карачаево-Черкесской Республики от 7 декабря 2004 г N 43-РЗ «Об установлении границ муниципальных образований на территории Зеленчукского района и наделении их соответствующим статусом» является муниципальным образованием, наделенным статусом муниципального района".
Статус административно-территориальной единицы села Маруха (Марухское сельское поселение) установлен Законом Карачаево-Черкесской Республики от 6 марта 2006 года № 13-РЗ "от 24 февраля 2004 года № 84-РЗ «Об административно-территориальном устройстве Карачаево-Черкесской Республики». Настоящий Закон не распространяется на отношения, связанные с преобразованием муниципальных образований, установлением и изменением их границ и статуса.

## Население
| 2002  | 2010  | 2012  | 2013  | 2014  | 2015  | 2016  |
| ----- | ----- | ----- | ----- | ----- | ----- | ----- |
| 1972  | ↘1768 | ↘1735 | ↘1681 | ↘1655 | ↘1609 | ↘1572 |
| 2017  | 2018  | 2019  | 2020  | 2021  | 2023  |       |
| ↘1537 | ↗1541 | →1541 | ↘1508 | ↗2249 | ↘2228 |       |

## Состав сельского поселения
| № | Населённый пункт | Тип населённого пункта       | Население |
| - | ---------------- | ---------------------------- | --------- |
| 1 | Маруха           | село, административный центр | ↗2247     |

## Транспорт
Связь с районом осуществляются автомобильным транспортом.